# 愛知県道267号大野町停車場線
愛知県道267号大野町停車場線（あいちけんどう267ごう おおのまちていしゃじょうせん）は、愛知県常滑市を通る一般県道である。

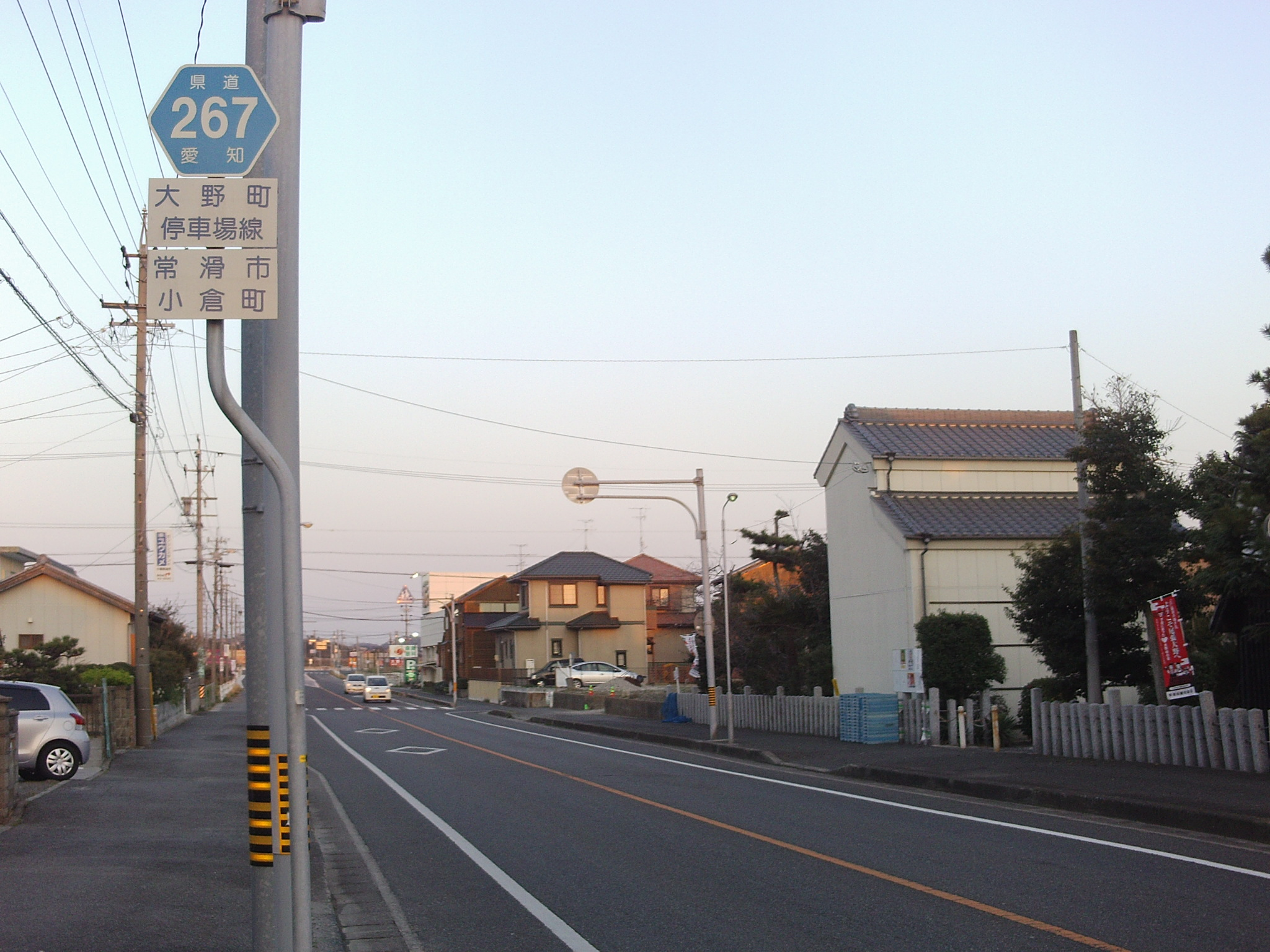
大野町駅と国道155号を結ぶ。

## 概要

### 路線データ
- 起点：愛知県常滑市大野町5丁目（大野町停車場 = 名鉄常滑線大野町駅）
- 終点：愛知県常滑市小倉町2丁目（矢田川橋南交差点 = 国道155号交点）

## 沿革
- 1959年12月15日 - 認定

## 通過する自治体
- 愛知県
  - 常滑市

## 接続する道路
- 国道155号（矢田川橋南交差点）
- 愛知県道266号板山金山線（矢田川橋南交差点）

## 周辺
- 名鉄常滑線 大野町駅
- 宝蔵寺
- 矢田川